# Рача (община)
Рача (серб. Рача) — община в Сербии, входит в Шумадийский округ.
Население общины составляет 11 986 человек (2007 год), плотность населения составляет 55 чел./км². Занимаемая площадь — 216 км², из них 79,9 % используется в промышленных целях.
Административный центр общины — город Рача. Община Рача состоит из 19 населённых пунктов, средняя площадь населённого пункта — 11,4 км².

## Статистика населения общины
| Год  | Население, чел. |
| ---- | --------------- |
| 1991 | 14 466          |
| 2001 | 13 104          |
| 2002 | 12 927          |
| 2003 | 12 755          |
| 2004 | 12 568          |
| 2005 | 12 389          |
| 2006 | 12 200          |
| 2007 | 11 986          |